# 23 يوليو
- السبت
- الأحد
- الاثنين
- الثلاثاء
- الأربعاء
- الخميس
- الجمعة

- 283 محرم 1447  هـ
- 294 محرم 1447  هـ
- 305 محرم 1447  هـ
- 16 محرم 1447  هـ
- 27 محرم 1447  هـ
- 38 محرم 1447  هـ
- 49 محرم 1447  هـ
- 510 محرم 1447  هـ
- 611 محرم 1447  هـ
- 712 محرم 1447  هـ
- 813 محرم 1447  هـ
- 914 محرم 1447  هـ
- 1015 محرم 1447  هـ
- 1116 محرم 1447  هـ
- 1217 محرم 1447  هـ
- 1318 محرم 1447  هـ
- 1419 محرم 1447  هـ
- 1520 محرم 1447  هـ
- 1621 محرم 1447  هـ
- 1722 محرم 1447  هـ
- 1823 محرم 1447  هـ
- 1924 محرم 1447  هـ
- 2025 محرم 1447  هـ
- 2126 محرم 1447  هـ
- 2227 محرم 1447  هـ
- 2328 محرم 1447  هـ
- 2429 محرم 1447  هـ
- 2530 محرم 1447  هـ
- 261 صفر 1447  هـ
- 272 صفر 1447  هـ
- 283 صفر 1447  هـ
- 294 صفر 1447  هـ
- 305 صفر 1447  هـ
- 316 صفر 1447  هـ
- 17 صفر 1447  هـ

23 يوليو أو 23 تمُّوز أو 23 يوليه أو يوم 23 \ 7 (اليوم الثالث والعشرون من الشهر السابع) هو اليوم الرابع بعد المئتين (204) من السنوات البسيطة، أو اليوم الخامس بعد المئتين (205) من السنوات الكبيسة وفقًا للتقويم الميلادي الغربي (الغريغوري). يبقى بعده 161 يوما لانتهاء السنة.

## أحداث
- 750 - مقتل آخر خلفاء الدولة الأموية مروان بن محمد على يد أتباع العباسيين.
- 1291 - المماليك يفتحون مدينة بيروت التي كانت تحت السيطرة الصليبية.
- 1829 - ويليام بيرت يسجل براءة اختراع الآلة الكاتبة في الولايات المتحدة.
- 1952 - حركة الضباط الأحرار بقيادة محمد نجيب تقوم بانقلاب عسكري سُمّيَ بـ ثورة 23 يوليو، والذي أطاح بالنظام الملكي الذي كان الملك فاروق الأول في هذا الوقت على رأسه.
- 1960 - بدء إرسال التلفزيون السوري من قمة جبل قاسيون في دمشق.
- 1970 - قابوس بن سعيد يتولى مقاليد الحكم في عُمان وذلك بعد انقلاب قام به على أبيه السلطان سعيد بن تيمور.
- 1995 - المملكة المتحدة ترسل 1200 جندي من قواتها إلى سراييفو المحاصرة.
- 1999 - ولي عهد المغرب الأمير سيدي محمد يتولى الحكم خلفًا لأبيه الملك الحسن الثاني بعد وفاته، ليَصير اسمُه محمدًا السادس.
- 2001 - ميجاواتي سوكارنوبوتري تتولى رئاسة إندونيسيا لتكون أول امرأة تصل إلى هذا المنصب في أكبر دولة إسلامية في العالم.
- 2005 - تفجيرات في شرم الشيخ في مصر تؤدي إلى مقتل 88 شخص وجرح أكثر من 200.
- 2011 - اندلاع أعمال عنف بالقرب من مقر وزارة الدفاع في مصر وذلك في أعقاب قيام مجموعة من البلطجية باعتراض مظاهرة مناهضة لحكم المجلس العسكري، وأدى الحادث إلى مقتل شخص وإصابة آخرين.
- 2014 - سقوط طائرة الخطوط الجوية التايوانية ترانس آسيا الرحلة 222 أثناء محاولتها الهبوط في المطار، وقد أودى الحادث بحياة 48 شخصا.
- 2015 - وكالة الفضاء الأمريكية (ناسا) تعلن اكتشاف كوكب شبيه بالأرض هو كيبلر 452 بي وأطلق عليه أسم كوكب الأرض2.
- 2016 - وقوع تفجير بمدينة كابُل العاصمة الأفغانية أدى إلى قتل 80 شخصًا وجرح 260 من عرقية الهزارة الشيعية وقد تبنى تنظيم داعش العملية.
- 2017 - تأسيس الغرفة المشتركة والتي تقوم بتنظيم عمليات المقاومة الفلسطينية.
- 2018 -
  - حرائق الغابات في إقليم أتيكا اليوناني تقتل 76 شخصاً وتخلف العديد من المصابين.
  - انهيار سد أتابيو الكهرومائي، الذي كان ما يزال قيد الإنشاء، في الجنوب الغربي من لاوس مخلفاً أضرارًا بالغة بالقرى المجاورة ومتسبباً بتشريد أكثر من ستة ألاف شخص.
  - اللاعب الألماني التركي مسعود أوزيل يُعلن اعتزاله اللعب دوليًّا بعد عاصفة الانتقادات التي وُجهت له من قبل الصحافة الألمانية بسبب صورة التُقِطت لهُ مع الرئيس التُركي رجب طيب أردوغان.

## مواليد
- 645 - يزيد بن معاوية، ثاني خلفاء الدولة الأموية.
- 1775 - إتيان لويس مالس، عالم فيزياء ورياضيات فرنسي.
- 1879 - فقير الإصطهباناتي، شاعر إيراني.
- 1888 - رايموند تشاندلر، أديب أمريكي.
- 1892 - هيلا سيلاسي، إمبراطور إثيوبيا.
- 1906 - فلاديمير بريلوغ، عالم كيمياء كرواتي / سويسري حاصل على جائزة نوبل في الكيمياء عام 1975.
- 1921 - عاطف سالم، مخرج مصري.
- 1935 - ابتسام الهواري، صحفية مصرية.
- 1953 - سمية الألفي، ممثلة مصرية.
- 1960 - وفاء سالم، ممثلة سورية.
- 1961 - وودي هارلسون، ممثل أمريكي.
- 1967 - فيليب سيمور هوفمان، ممثل أمريكي.
- 1971 -
  - أحمد عز، ممثل مصري.
  - أليسون كروس، مغنية أمريكية.
- 1976 - جوديت بولغار، لاعبة شطرنج هنغارية.
- 1977 -
  - إنجي المقدم، ممثلة مصرية.
  - هالة خليل، مخرجة مصرية.
- 1981 - ياركو نييمينن، لاعب كرة مضرب فنلندي.
- 1982 - بول ويزلي، ممثل أمريكي.
- 1989 - دانيال رادكليف، ممثل إنجليزي.

## وفيات
- 750 - مروان بن محمد، خليفة أموي.
- 1373 - القديسة بريجيت، قديسة سويدية.
- 1757 - دومينيكو سكارلاتي، موسيقي إيطالي.
- 1885 - يوليسيس جرانت، رئيس الولايات المتحدة.
- 1902 - أحمد بن محيي الدين الجزائري، عالم مسلم ومتصوف عثماني جزائري.
- 1902 - عبد الحميد بن عبد الله الآلوسي، متصوف وشاعر عثماني عراقي.
- 1916 - ويليام رامزي، عالم كيمياء اسكتلندي حاصل على جائزة نوبل في الكيمياء عام 1904.
- 1941 - أبو عبد الله الزنجاني، فقيه شيعي وأستاذ جامعي إيراني.
- 1951 - فيليب بيتان، عسكري فرنسي ورئيس الدولة الفرنسية.
- 1955 - كورديل هل، وزير خارجية الولايات المتحدة حاصل على جائزة نوبل للسلام عام 1945.
- 1963 - عز الدين ذو الفقار، مخرج مصري.
- 1966 - مونتغومري كليفت، ممثل أمريكي.
- 1968 - هنري ديل، طبيب بريطاني حاصل على جائزة نوبل في الطب عام 1936.
- 1972 - أنور العطار، شاعر سوري.
- 1974 - بديعة مصابني، ممثلة وراقصة لبنانية.
- 1990 - كينجيرو تاكاياناغي، مخترع ياباني.
- 1992 - سليمان فرنجية، رئيس الجمهورية اللبنانية.
- 1999 - الملك الحسن الثاني، ملك المغرب.
- 2007 - الملك محمد ظاهر شاه، آخر ملوك أفغانستان.
- 2011 - آمي واينهاوس، مغنية إنجليزية.
- 2012 - سالي رايد، رائدة فضاء أمريكية.
- 2017 - سعد الصالح، ممثل سعودي.
- 2018 - مي سكاف، ممثلة سورية.
- 2021 - جبور الدويهي، روائي وأديب لبناني.

## أعياد ومناسبات
- العيد القومي في مصر، ذكرى ثورة 23 يوليو.
- يوم النهضة العمانية في سلطنة عمان، ذكرى جلوس السلطان قابوس بن سعيد.

## وصلات خارجية
- وكالة الأنباء القطريَّة: حدث في مثل هذا اليوم.
- النيويورك تايمز: حدث في مثل هذا اليوم.
- BBC: حدث في مثل هذا اليوم.